# Stemorrhages titanicalis
Stemorrhages titanicalis là một loài bướm đêm trong họ Crambidae.